# Mil grullas (novela)
Mil grullas (en japonés 千羽鶴 (Senbazuru?) es una novela del escritor japonés y Premio Nobel de Literatura Yasunari Kawabata publicada en 1952. Originalmente, se publicó en dos partes: la primera en 1949 y la segunda en 1951. En 1953 se hablaba que sería publicada una tercera parte, pero la historia corta que inicia con el mismo protagonista queda sin terminar.

## Sinopsis
La historia tiene como fondo la ceremonia del té, una costumbre japonesa en la que se prepara y se sirve té verde para un pequeño número de invitados en un recinto tranquilo. Kikuji es el único hijo del señor Mitani, amante por corto tiempo de la maestra de ceremonia Chikako Kurimoto, y por largo tiempo de la señora Ota. El padre y tiempo después, la madre de Kikuji, fallecen antes del inicio de la historia, por lo que su hijo se aleja de la ceremonia que su padre le gustaba practicar. 
Chikako se pone en contacto con el joven Kikuji para que vaya al templo Engakuji en Kamakura, pues desea presentarle a Yukiko Inamura, en lo que más tarde se revelaría es un miai: una cita concertada en la que dos personas (hombre y mujer) se conocen con la finalidad de establecer un compromiso matrimonial. A la ceremonia acuden también, sin el conocimiento de Kikuji, la señora Ota y Fumiko, su hija. Chikako y la señora Ota han estado enemistadas a causa de la preferencia del señor Mitani por la segunda sobre la primera, en parte porque Chikako, tiene una marca de nacimiento oscura en la mitad de su pecho izquierdo, la cual Kikuji descubre cuando era un niño.